# 乾
【乾】 — китайський ієрогліф. Один з 854 ієрогліфів, обов'язкових для вивчення в японській середній школі. Часто використовується на письмі в японській мові.

## Значення
1. цянь (один з восьми знаків у китайському ворожінні).
2. цянь (один з шестдесяти чотирьох знаків у китайському ворожінні).
1) світло.
2) сухість.
3) чоловік, муж.
4) енергійність.
5) батько.
6) чоловік (дружини)
7) Небеса; небо; дощ.
8) син Неба; монарх.
9) північний захід (сторона світу).
3. сохнути; засихати.
4. висушувати.
5. спрагнути.
6. висушений; засохлий.
7. спокійний, сухий.
8. позірний, показовий.

Ключ: 5 (乙 + 10);  Кількість рисок: 11.
Введення ієрогліфа методом цанзє: 十十人弓 (JJON); Введення ієрогліфа чотирикутним методом: 48417. .

## Прочитання
| Китайська         |                         |                   |                   |                 |                 |
| Мандаринська мова | Мандаринська мова       | Мандаринська мова | Мандаринська мова | Кантонська мова | Кантонська мова |
| чжуїнь            | піньїнь                 | Вейд-Джайлз       | кирилиця          | ютпхін          | Єль             |
| ㄍㄢ ㄑㄧㄢˊ      | gān (gan1) qián (qian2) | kan1 ch'ien2      | гань цянь         | gon1 kin4       | gon1 kin4       |

| Корейська |           |               |               |             |               |
|           | хангиль   | стара латинка | нова латинка  | Єль         | кирилиця      |
| Звук:     | 건        | kŏn           | geon          | ken         | кон           |
| Назва:    | 하늘 마를 | hanûl marûl   | haneul mareul | hanul malul | ханиль мариль |

| Японська |                              |                                |                              |
|          | кана                         | латинка                        | кирилиця                     |
| Он:      | かん けん げん               | kan ken gen                    | кан кен ґен                  |
| Кун:     | かわく かわかす いぬい       | kawaku kawakasu inui           | каваку кавакасу інуї         |
| Ім'я:    | きみ すすむ たけし つとむ ふ | kimi susumu takeshi tsutomu fu | кімі сусуму такесі цутому фу |